# Tracker (oprogramowanie muzyczne)

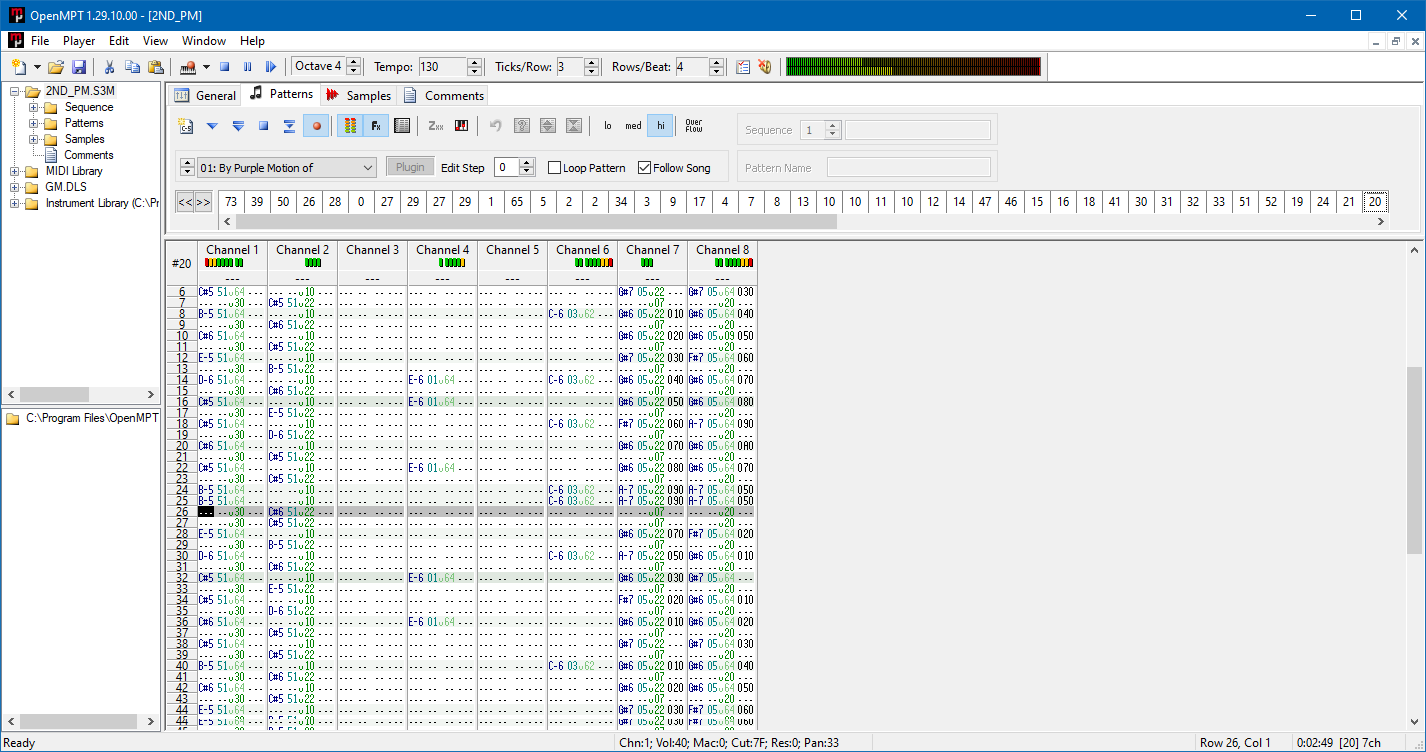
OpenMPT

Tracker – nazwa zbiorcza programów komputerowych przeznaczonych do komponowania muzyki z wykorzystaniem zapisu nutowego połączonego z poleceniami wywołującymi określone efekty dźwiękowe.
W tego rodzaju programach nuty i komendy dźwiękowe układa się w formie tzw. ścieżek (ang. tracks). Ścieżki te mają (w zależności od możliwości oprogramowania) ograniczoną długość. Pojedynczy fragment kompozycji to tzw. wzorzec (ang. pattern), który później można umieścić w liście odtwarzania. Całość charakteryzuje się prostotą założenia i łatwością użycia. Zapisany utwór to moduł (ang. module), który charakteryzuje się przede wszystkim wysoką jakością przy stosunkowo małych rozmiarach, co powoduje, iż moduły stały się wręcz idealnym formatem muzyki w grach. Obecnie format mniej popularny, przede wszystkim z powodu powstania mp3, a następnie ogg.
Pierwszy tracker, jaki kiedykolwiek powstał, to prawdopodobnie The Ultimate Soundtracker, stworzony przez Karstena Obarskiego dla komputerów Amiga. Został on napisany na potrzeby firmy produkującej gry, aby uprościć tworzenie muzyki do nich. W zasadzie wszystkie inne programy tego rodzaju kopiują pierwotną architekturę Ultimate Soundtrackera, dodając jednak wiele nowych możliwości i opcji sterowania efektami specjalnymi. Są to programy takie jak m.in. ProTracker, czy NoiseTracker.